# شوکت علی
شوکت علی (آوریل ۲۰، ۱۹۱۸ – اوت ۱۸، ۱۹۷۵) سیاستمدار و از رهبر جنبش زبان بنگالی بود. او از مؤسسان عوامی مسلم لیگ است، که از احزاب عمدهٔ بنگلادش می‌باشد. او در هر سه دوره Rastrabhasa Sangram Parishad عضو بوده‌است. خانه شخصی او در زمان جنبش استقلال بنگلادش، مامن انقلابیون و فعالان سیاسی مخالف پاکستان بود. او در ۱۸ اوت ۱۹۷۵ درگذشت.